# I litiganti
I litiganti (o Gli attaccabrighe) è una commedia in tre atti, rispettivamente di 8, 14 e 4 scene, in 884 versi alessandrini, di Jean Racine. È l'unica commedia scritta dall'autore che si è ispirato alle Vespe di Aristofane e ne ha tratto tutta la portata politica. Quest'opera di Racine, che segue Andromaca e precede Britannico, è una farsa alquanto inattesa tra le sue opere.
Il titolo originale dell'opera è Les plaideurs, dove "Plaider" significa litigare in tribunale. Pertanto i Plaideurs sono sia i querelanti che i querelati (le parti in causa). Ma il titolo di questo lavoro di Racine è notoriamente tradotto in italiano come I litiganti, termine molto generico, tanto da non far subito capire chi siano e cosa facciano i personaggi.
Un giudice esce di casa dalla finestra, dei cani urinano sulla scena, due giovani innamorati si prendono gioco del padre della ragazza e il tutto in versi alessandrini.
La commedia è stata rappresentata all'Hôtel de Bourgogne nel novembre del 1668. Considerato il maggiore successo di Racine fino al XIX secolo, I litiganti ha fatto concorrenza alle commedie più popolari di Molière prima di affondare quasi nell'oblio nel XX secolo.

## Trama

### Atto I
Dandin, giudice mezzo matto, vuole esercitare il suo ufficio ininterrottamente. Suo figlio Leandro, aiutato dal piccolo Jean e dall'intimato, riescono ad impedirgli di uscire. Sopraggiungono il borghese Chicanneau e la Contessa di Pimbesche che vengono a consultare Dandin per cause diverse. Le due parti in causa finiscono per accapigliarsi. Leandro fa capire al pubblico di essere alla ricerca di uno stratagemma al fine di ottenere la mano di Isabella, figlia di Chicanneau.

### Atto II
Da un'idea di Leandro l'intimato si traveste da usciere e si reca a presentare un biglietto ad Isabella ma Chicanneau si interpone. Leandro, travestito da commissario, riesce a fargli firmare un documento che, per così dire, regola la controversia. Dandin, come il solito, scalpita per lavorare ad un processo. Leandro gli propone di occuparsi del caso di un cane che ha rubato un cappone.

### Atto III
Dandin presiede il processo del cane. È farsesco e paradossale perché il piccolo Jean e l'intimato, avvocati improvvisati, tengono dei discorsi incoerenti. Per giunta, Leandro riesce a presentare come prova il contratto che ha fatto firmare a Chicanneau. È la promessa di far sposare sua figlia al giovane. Dandin infine emette la sentenza: il contratto è valido ed il matrimonio avrà luogo.

## Personaggi
- Dandin, giudice
- Leandro, figlio di Dandin
- Il borghese Chicanneau, padre di Isabella 
(Chicanneau si può tradurre "Cavilloso" o "Cavillano")
- Isabella, sua figlia
- La contessa di Pimbesche, querelante o querelata
- Il piccolo Jean, portiere ed "avvocato"
- L'intimato, segretario ed "avvocato"
(L'intimé si può tradurre "L'ingiunto" o "Il citato")
- Il suggeritore, che Racine fa intervenire nella commedia

## Edizioni italiane
- I litiganti, Venezia: Domenico Lovisa, 1736
- Les plaideurs, con introduzione e note di Silvio Pons, Firenze: Le Monnier, 1923
- Les plaideurs, a cura di A. Rossetti, Firenze: Libreria Editrice Fiorentina, 1928
- Les plaideurs, a cura di Modesto Amato, Palermo: Trimarchi, 1929
- I litiganti, trad. in versi di Augusto De Paris, Milano: Gastaldi, 1962
- Gli attaccabrighe, a cura di Guido Davico Bonino, Macerata: Liberilibri, 2007 ISBN 8885140920